# Severino Mariano de Aguiar
Severino Mariano de Aguiar (* 14. August 1903 in Orobó, Pernambuco; † 7. Mai 1995) war ein brasilianischer Geistlicher und römisch-katholischer Bischof von Pesqueira.

## Leben
Severino Mariano de Aguiar empfing am 23. September 1923 das Sakrament der Priesterweihe.
Am 3. Dezember 1956 ernannte ihn Papst Pius XII. zum Bischof von Pesqueira. Der Apostolische Nuntius in Brasilien, Erzbischof Armando Lombardi, spendete ihm am 31. März 1957 die Bischofsweihe; Mitkonsekratoren waren der emeritierte Bischof von Nazaré, Ricardo Ramos de Castro Vilela, und der Bischof von Caicó, José Adelino Dantas. Severino Mariano de Aguiar wählte den Wahlspruch Monstra esse matrem. Er nahm an allen vier Sitzungsperioden des Zweiten Vatikanischen Konzils teil.
Papst Johannes Paul II. nahm am 14. März 1980 das von Severino Mariano de Aguiar aus Altersgründen vorgebrachte Rücktrittsgesuch an.